# Malleval (Loire)
Pour les articles homonymes, voir Malleval.
Malleval est une commune française située dans le département de la Loire en région Auvergne-Rhône-Alpes. Elle fait partie du parc naturel régional du Pilat.

## Géographie
Malleval est située dans l'aire urbaine de Vienne et dans son unité urbaine. C'est une petite cité médiévale accrochée à un éperon rocheux dominant les gorges du Batalon dans le massif du Pilat.
La commune possède un micro-climat méditerranéen[réf. nécessaire] et possède de fait des cactus Opuntia humifusa à l'état sauvage.
| Bessey |          | Chavanay             |
|        | Malleval |                      |
| Lupé   | Maclas   | Saint-Pierre-de-Bœuf |

### Climat
Pour des articles plus généraux, voir Climat d'Auvergne-Rhône-Alpes et Climat de la Loire.
En 2010, le climat de la commune est de type climat océanique altéré, selon une étude du Centre national de la recherche scientifique s'appuyant sur une série de données couvrant la période 1971-2000. En 2020, Météo-France publie une typologie des climats de la France métropolitaine dans laquelle la commune est dans une zone de transition entre le climat semi-continental et le climat de montagne et est dans une zone de transition entre les régions climatiques « Nord-est du Massif Central » et « Sud-est du Massif Central ».
Pour la période 1971-2000, la température annuelle moyenne est de 12 °C, avec une amplitude thermique annuelle de 17,7 °C. Le cumul annuel moyen de précipitations est de 813 mm, avec 8,6 jours de précipitations en janvier et 6,2 jours en juillet. Pour la période 1991-2020, la température moyenne annuelle observée sur la station météorologique de Météo-France la plus proche, « Sablons », sur la commune de Sablons à 8 km à vol d'oiseau, est de 13,3 °C et le cumul annuel moyen de précipitations est de 805,2 mm,. Pour l'avenir, les paramètres climatiques de la commune estimés pour 2050 selon différents scénarios d'émission de gaz à effet de serre sont consultables sur un site dédié publié par Météo-France en novembre 2022.

## Urbanisme

### Typologie
Au 1er janvier 2024, Malleval est catégorisée commune rurale à habitat dispersé, selon la nouvelle grille communale de densité à sept niveaux définie par l'Insee en 2022.
Elle appartient à l'unité urbaine de Vienne, une agglomération inter-départementale regroupant 25  communes, dont elle est une commune de la banlieue,,. La commune est en outre hors attraction des villes,.

### Occupation des sols
L'occupation des sols de la commune, telle qu'elle ressort de la base de données européenne d’occupation biophysique des sols Corine Land Cover (CLC), est marquée par l'importance des territoires agricoles (63,3 % en 2018), en augmentation par rapport à 1990 (47,4 %). La répartition détaillée en 2018 est la suivante : 
cultures permanentes (53 %), forêts (36 %), prairies (5,4 %), zones agricoles hétérogènes (4,9 %), zones urbanisées (0,6 %). L'évolution de l’occupation des sols de la commune et de ses infrastructures peut être observée sur les différentes représentations cartographiques du territoire : la carte de Cassini (XVIIIe siècle), la carte d'état-major (1820-1866) et les cartes ou photos aériennes de l'IGN pour la période actuelle (1950 à aujourd'hui).

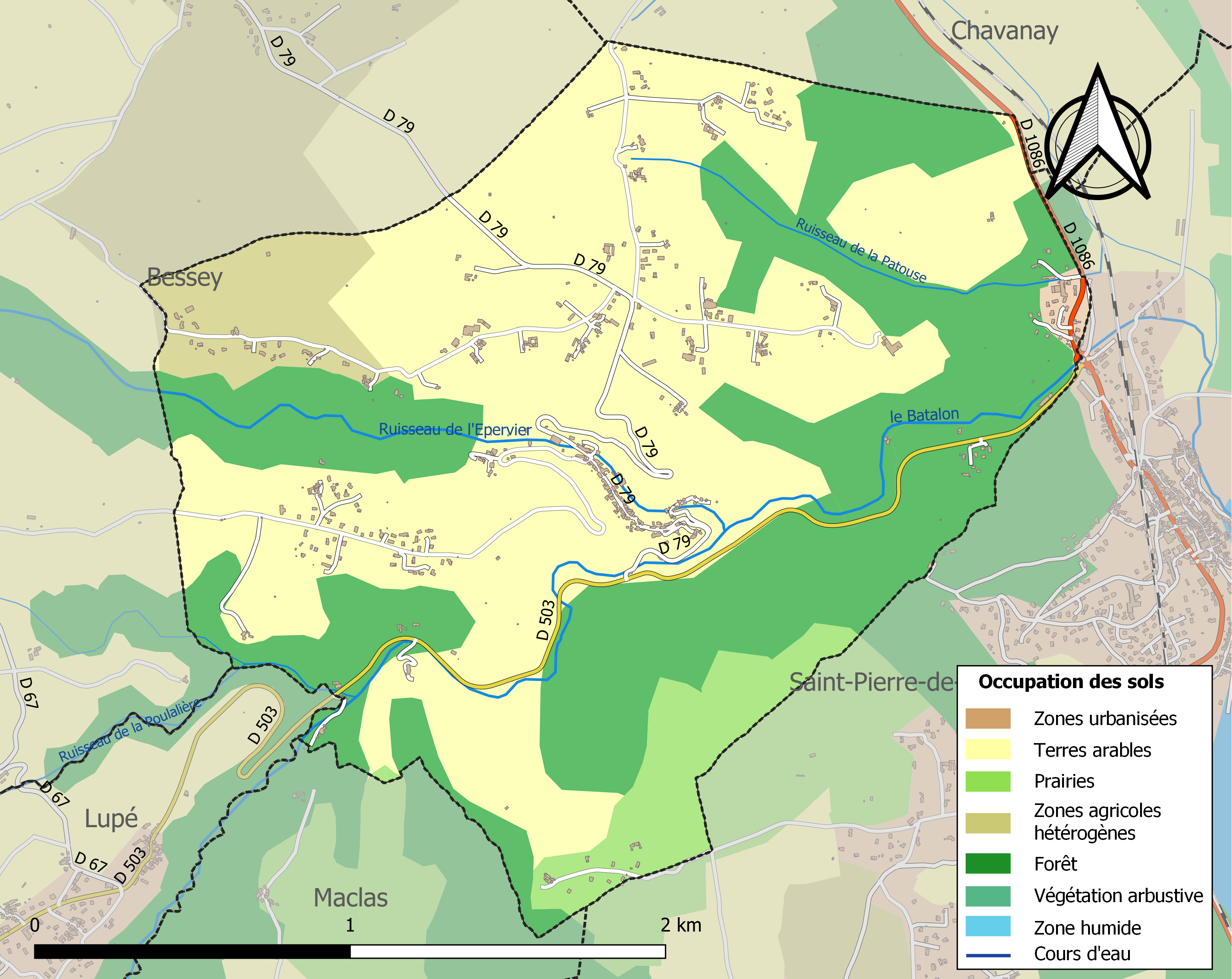
Carte des infrastructures et de l'occupation des sols de la commune en 2018 (CLC).

## Histoire
Le château de Malavalle est mentionné dès 1119 dans une Bulle du Pape Calixte II et le village est à la fin du XIIIe siècle une châtellenie, possession de la maison de Forez. Renaud de Forez, fils cadet de Jean de Forez, se destine d'abord à devenir prêtre mais en 1324, il épouse Marguerite de Savoie. Devenu riche par son mariage, il agrandit son domaine par l'achat des paroisses de Chavanay et de Pélussin. À cette époque le château s'embellit et Malleval se développe. Cette période est de courte durée car Renaud ne laisse pas d'héritier et devient fou après avoir été fait prisonnier à la bataille de Brignais.
À la fin du XVIe siècle, lors des guerres de religion, le Baron de Bressieu ravagea le village et le vida de tous ses habitants.

## Politique et administration
| Période                                  | Période    | Identité           | Étiquette | Qualité |
| ---------------------------------------- | ---------- | ------------------ | --------- | ------- |
| Les données manquantes sont à compléter. |            |                    |           |         |
| mars 1965                                | juin 1995  | Maurice Maillet    |           |         |
| juin 1995                                | mars 2001  | Jacques Poulet     |           |         |
| mars 2001                                | avril 2004 | Pierre Olivero     |           |         |
| avril 2004                               | mai 2020   | Roselyne Tallaron  |           |         |
| mai 2020                                 | En cours   | Christelle Marchal |           |         |

## Démographie
L'évolution du nombre d'habitants est connue à travers les recensements de la population effectués dans la commune depuis 1793. Pour les communes de moins de 10 000 habitants, une enquête de recensement portant sur toute la population est réalisée tous les cinq ans, les populations de référence des années intermédiaires étant quant à elles estimées par interpolation ou extrapolation. Pour la commune, le premier recensement exhaustif entrant dans le cadre du nouveau dispositif a été réalisé en 2007.

En 2022, la commune comptait 619 habitants, en évolution de +7,09 % par rapport à 2016 (Loire : +1,32 %, France hors Mayotte : +2,11 %).
| 1793 | 1800 | 1806 | 1821 | 1831 | 1836 | 1841 | 1846 | 1851 |
| ---- | ---- | ---- | ---- | ---- | ---- | ---- | ---- | ---- |
| 468  | 474  | 509  | 498  | 509  | 509  | 542  | 527  | 545  |

| 1856 | 1861 | 1866 | 1872 | 1876 | 1881 | 1886 | 1891 | 1896 |
| ---- | ---- | ---- | ---- | ---- | ---- | ---- | ---- | ---- |
| 585  | 601  | 577  | 559  | 592  | 501  | 501  | 473  | 504  |

| 1901 | 1906 | 1911 | 1921 | 1926 | 1931 | 1936 | 1946 | 1954 |
| ---- | ---- | ---- | ---- | ---- | ---- | ---- | ---- | ---- |
| 474  | 488  | 461  | 340  | 357  | 370  | 392  | 358  | 331  |

| 1962 | 1968 | 1975 | 1982 | 1990 | 1999 | 2006 | 2007 | 2012 |
| ---- | ---- | ---- | ---- | ---- | ---- | ---- | ---- | ---- |
| 357  | 347  | 300  | 342  | 427  | 477  | 528  | 535  | 567  |

| 2017 | 2022 | - | - | - | - | - | - | - |
| ---- | ---- | - | - | - | - | - | - | - |
| 578  | 619  | - | - | - | - | - | - | - |

## Culture locale et patrimoine

### Lieux et monuments

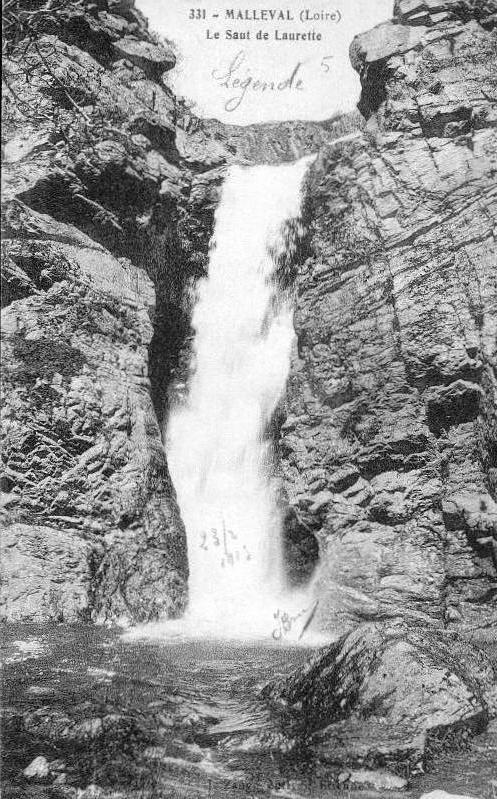
Le saut de Laurette.

- Malleval, cité médiévale, garde un héritage important de son passé comme l'église, le petit-château, le grenier à sel ou la commanderie.
- L'église Notre-Dame-de-Pitié de Malleval possède une abside du XIIe siècle, des chapelles des XVIe et XVIIIe siècles et un clocher daté de 1614.
- Le saut de Laurette ou saut de Lorette est une cascade de dix mètres de haut qui est à l'origine d'une légende locale, selon laquelle une jeune bergère prénommée Lorette refusait les avances du seigneur local. Un jour, alors que celui-ci la poursuivait, elle préféra s'élancer du haut de la cascade pour lui échapper, mais le seigneur et son cheval la suivirent dans sa chute, s'écriant « Mal va ! », qui serait l'étymologie de Malleval. Une version raconte que Laurette survécut, une autre que les trois périrent[20],[21].
- La Petite Sorbonne, maison désignée ainsi en raison des prêtres oratoriens et professeurs de la Sorbonne qui l’aurait occupée au XVIIe siècle.

### Manifestations
Le premier week-end de juillet, l'association Vivre à Malleval propose depuis 2013 une animation, alternativement un an sur deux, soit un cinéma en plein air, soit une nuit de contes.
Le dernier week-end d'août, la même association propose un marché en plein air semi-nocturne avec animation musicale et repas sous chapiteau.
Tous les ans se déroule également lors du dernier week-end de juillet la vogue de Malleval organisée par le comité des fêtes dans le but de réunir les habitants du village pour une fête régionale conviviale.

### Héraldique
| Blason de Malleval | Blason  | Coupé émanché de deux pièces : au 1er d'argent à une navette de fer posée en pal, accolée d'un pied de vigne de tenné, feuillé de sinople, fruité de deux pièces, d'or à dextre et de gueules à senestre, au 2d d'azur au pal ondé d'argent adextré d'une tour couverte d'argent, ouverte du champ, ajourée et maçonnée de sable, et senestré d'un dauphin d'or ; au filet émanché de deux pièces d'or brochant sur la partition. |
| Blason de Malleval | Détails | Adopté le 28 septembre 2021. |

### Galerie de photos

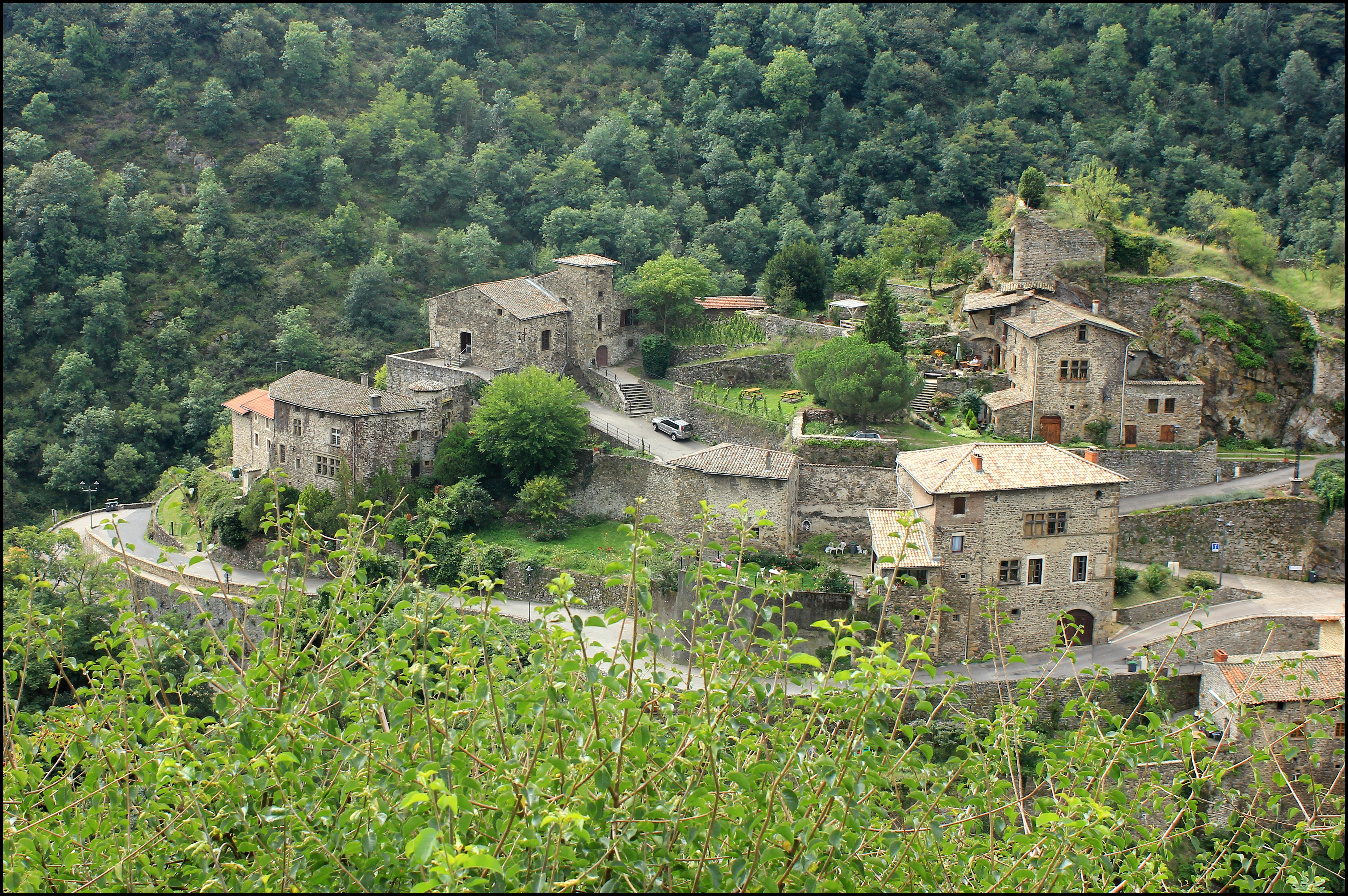
Vue partielle sur le village (1) .
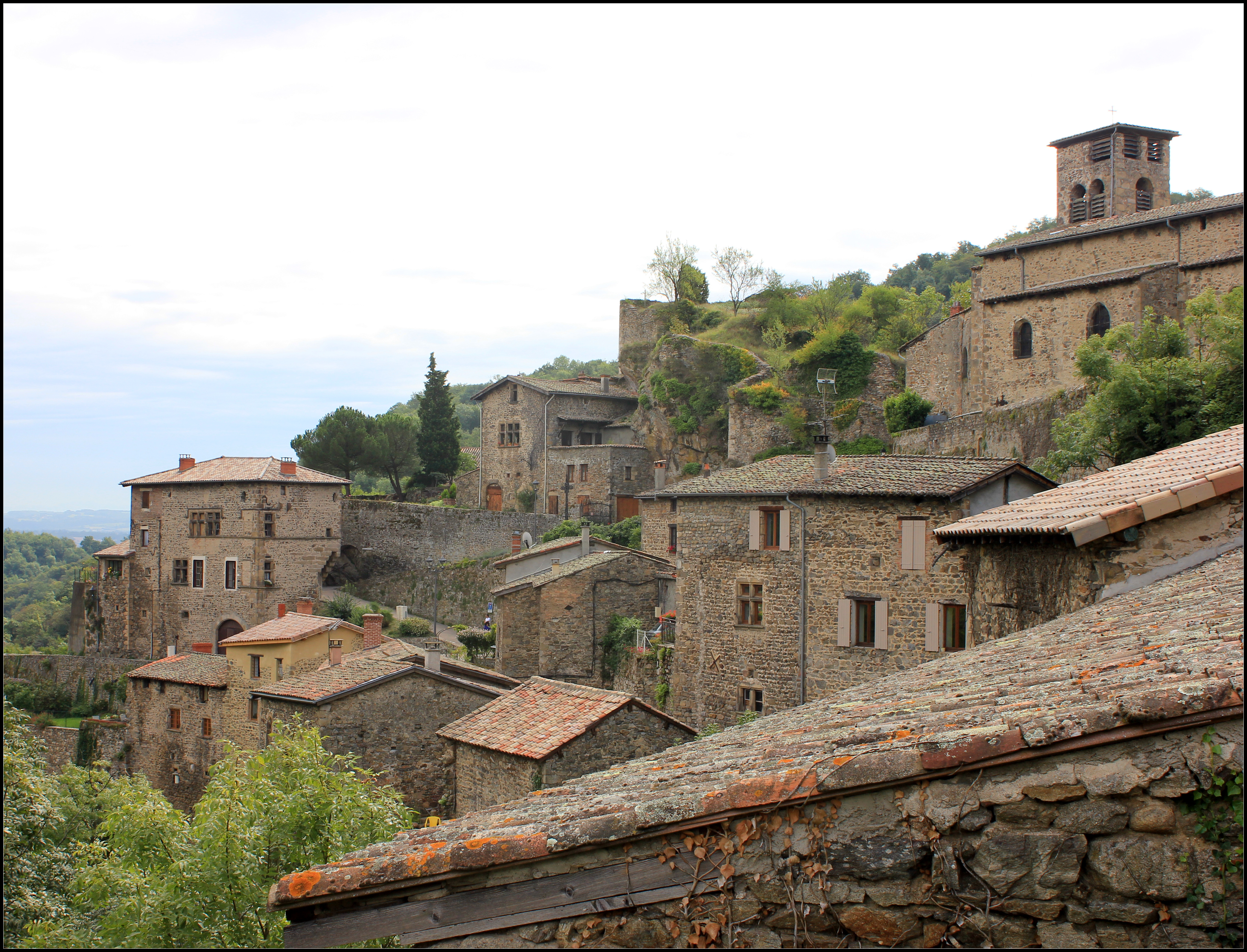
Vue partielle sur le village (2) .
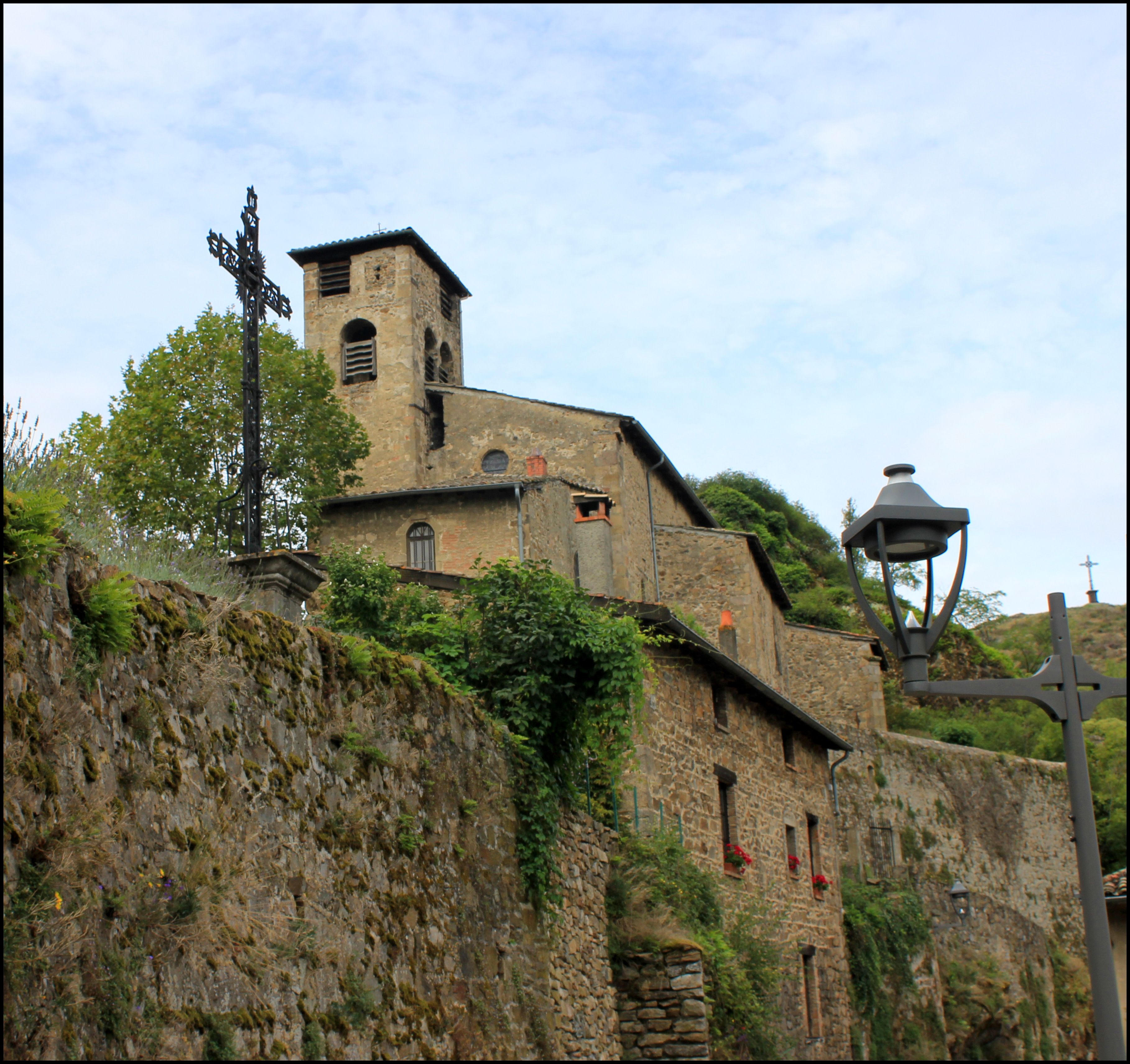
Vue sur le clocher de l'église.
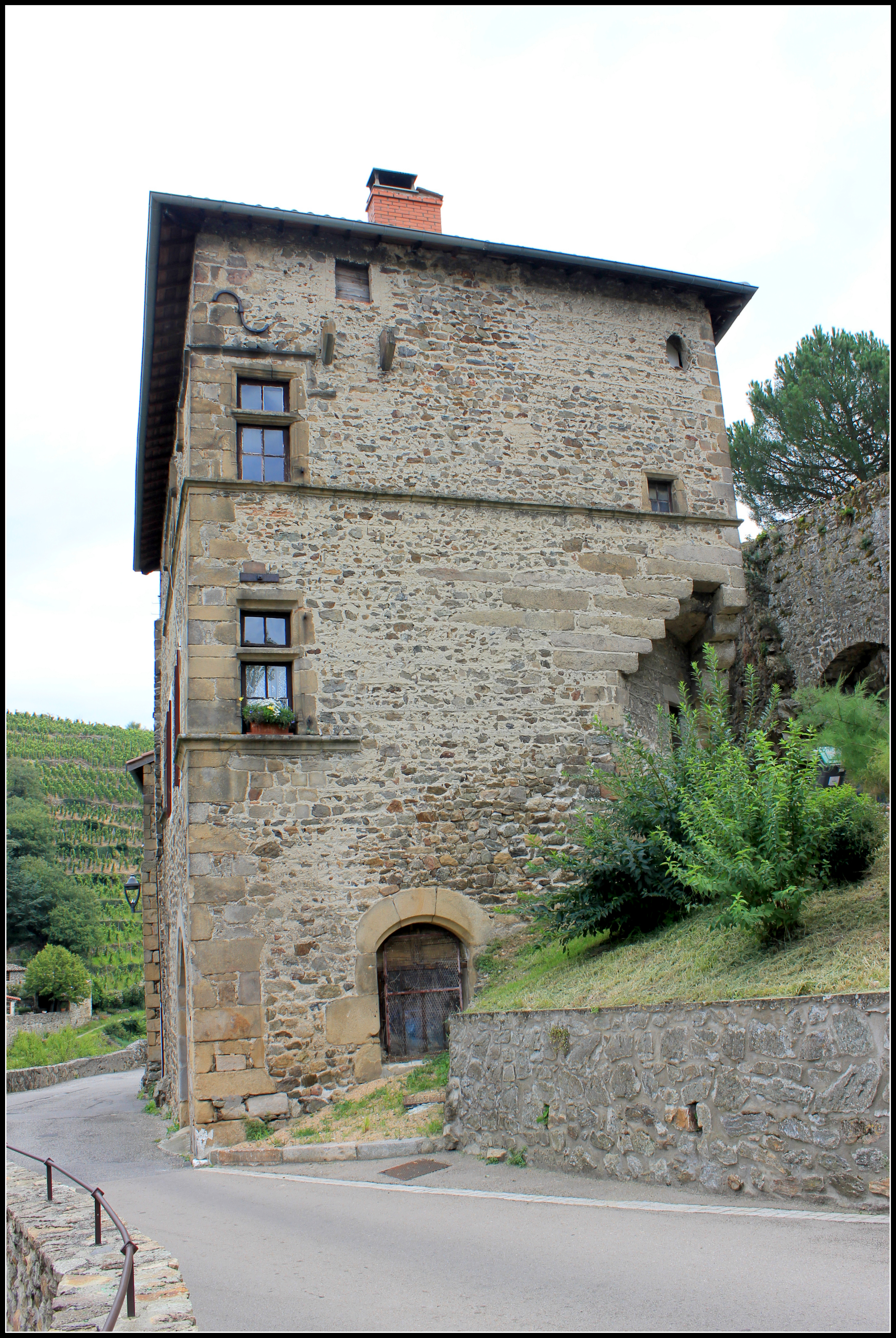
Grenier à sel.